# Tetranychidae
Tetranychidae é uma família de ácaros que inclui cerca de 1 200 espécies de ectoparasitas dos vegetais, a maioria das quais vive na face inferior das folhas das plantas onde muitas deles tecem teias protectoras semelhantes às das aranhas. Alimentam-se de muitas centenas de espécies de plantas, às quais podem causar danos ao perfurarem as células.

## Descrição
São menores a 1 milímetro e podem variar de cor. Deixam ovos esféricos pequenos, inicialmente transparentes. Muitas espécies tecem uma teia de seda para ajudar a proteger a colônia de predadores; por isto são chamados também de "Aranhiços".

## Ciclo de Vida
Condições quentes e secas são frequentemente associados com o aumento de população de ácaros. Em condições ideais (cerca de 27 ° C ou de 80 ° F), podem eclodir em menos de três dias, se tornar sexualmente maduros em menos de cinco dias. Uma fêmea pode colocar até 20 ovos por dia e podendo viver por 2 a 4 semanas, deixa-a apta a por centenas de ovos. Esta taxa de reprodução acelerada permite populações desta família de Acáros se adaptar rapidamente para resistir a pesticidas, de modo que métodos de controle químico podem se tornar um tanto ineficaz quando o mesmo pesticida é utilizado durante um período prolongado de tempo.

## Taxonomia
A família é dividida nas seguintes subfamílias, tribos e géneros:
Bryobinae Berlese
- Bryobini Reck
  - Neoschizonobiella Tseng
  - Sinobryobia Ma et al.
  - Marainobia Meyer
  - Bryobia Koch
  - Toronobia Meyer
  - Pseudobryobia McGregor
  - Strunkobia Livshitz & Mitrofanov
  - Mezranobia Athias-Henriot
  - Eremobryobia Strunkova & Mitrofanov
  - Bryobiella Tuttle & Baker
  - Hemibryobia Tuttle & Baker

- Hystrichonychini Pritchard & Baker
  - Bryocopsis Meyer
  - Tetranychopsis Canestrini
  - Notonychus Davis
  - Dolichonobia Meyer
  - Monoceronychus McGregor
  - Mesobryobia Wainstein
  - Hystrichonychus McGregor
  - Parapetrobia Meyer & Rykev
  - Peltanobia Meyer
  - Tauriobia Livshitz & Mitrofanov
  - Aplonobia Womersley
  - Paraplonobia Wainstein
  - Beerella Wainstein
  - Magdalena Baker & Tuttle
  - Porcupinychus Anwarullah
  - Afronobia Meyer

- Petrobiini Reck
  - Neotrichobia Tuttle & Baker
  - Schizonobiella Beer & Lang
  - Schizonobia Womersley
  - Dasyobia Strunkova
  - Lindquistiella Mitrofanov
  - Edella Meyer
  - Petrobia Murray

Tetranychinae Berlese
- Eurytetranychini Reck
  - Atetranychus Tuttle et al.
  - Synonychus Miller
  - Eurytetranychus Oudemans
  - Eurytetranychoides Reck
  - Eutetranychus Banks
  - Meyernychus Mitrofanov
  - Aponychus Rimando
  - Paraponychus Gonzalez & Flechtmann
  - Sinotetranychus Ma & Yuan
  - Anatetranychus Womersley
  - Duplanychus Meyer

- Tenuipalpoidini Pritchard & Baker
  - Eonychus Gutierrez
  - Crotonella Tuttle et al.
  - Tenuipalpoides Reck & Bagdasarian
  - Tenuipalponychus Channabasavanna & Lakkundi

- Tetranychini Reck
  - Brevinychus Meyer
  - Sonotetranychus Tuttle et al.
  - Mixonychus Meyer & Ryke
  - Evertella Meyer
  - Panonychus Yokoyama
  - Allonychus Pritchard & Baker
  - Schizotetranychus Trägårdh
  - Yunonychus Ma & Gao
  - Yezonychus Ehara
  - Neotetranychus Trägårdh
  - Acanthonychus Wang
  - Mononychellus Wainstein
  - Platytetranychus Oudemans
  - Eotetranychus Oudemans
  - Palmanychus Baker & Tuttle
  - Atrichoproctus Flechtmann
  - Xinella Ma & Wang
  - Oligonychus Berlese
  - Hellenychus Gutierrez
  - Tetranychus Dufour
  - Amphitetranychus Oudemans